# Саур
Сау́р (каз. Сауыр жоталары, кит. упр. 萨吾尔山, пиньинь Sàwú'ěr Shān) — горный хребет на границе Восточно-Казахстанской области Казахстана и Синьцзян-Уйгурского автономного района Китая, относится к горной стране Саур-Тарбагатай, где является вторым составным компонентом, первый — горы Тарбагатай. Протяжённость хребта — 140 км. Площадь оледенения — 16 км². Высшая точка — гора Музтау 3816 м над уровнем моря.
На северном склоне — среднегорные луга и леса из сибирской лиственницы, тянь-шанской ели с примесью сибирской пихты, ниже и на южном склоне — степи, полупустыни. Месторождения угля и горючих сланцев.
Тянутся вдоль южного берега реки Чёрный Иртыш до впадения его в озеро Зайсан.